# Sinopse das Basílicas

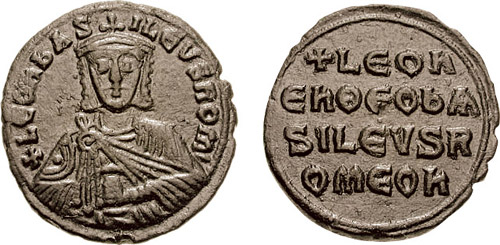
Fólis do imperador r.

Sinopse das Basílicas (em latim: Synopsis Basilicorum) ou Sinopse Maior (em latim: Synopsis Major) é um versão resumida da Basílicas de Leão VI, o Sábio (r. 886–912), provavelmente produzida no século X. De acordo com seu título, o Sinopse das Basílicas foi uma "seleção organizada alfabeticamente dos 60 livros imperiais [Basílicas], com referências." Sua organização alfabética é baseada nas palavras chave dos cabeçalhos da obra original.
Contendo aproximadamente um décimo das Basílicas. Nela, o autor organizou os excertos relevantes das Basílicas, com citações textuais e referências a passagens adicionais. Foi preservada em vários manuscritos, muitos dos quais apresentam escólios e textos suplementares, o que indica sua popularidade. O Sinopse das Basílicas é geralmente transmitido com um apêndice (que aparece em duas formas) consistindo primeiramente de novelas imperiais dos séculos X ao XII.